# أحمد الأحمد (لاعب كرة قدم)
أحمد الأحمد لاعب كرة قدم سوري من مواليد حلب يلعب في منتخب سوريا الاولمبي.
لعب سابقاً لأندية الاتحاد الحلبي و الحرية و ضمك السعودي .

## روابط خارجية
- أحمد الأحمد على موقع قاعدة بيانات كرة القدم.إي يو (الإنجليزية)
- أحمد الأحمد على موقع Soccerway.com (الإنجليزية)
- أحمد الأحمد على موقع كووورة